# البتا
البتا (به اسپانیایی: Albeta) یک شهرستان در اسپانیا است که در استان ساراگوسا واقع شده‌است.